# Bergamský ovčák
Bergamský ovčák (italsky Cane da pastore Bergamasco) je italské plemeno ovčáckého psa s nápadně plstnatou srstí.

## Původ a historie
Italští ovčáci jsou pravděpodobně potomky perských ovčáků, molossoidních plemen a maďarských ovčáků. Jejich popisy či kresby jsou staré i více než 2000 let . Právě nezvyklý vzhled zajistil tomuto plemeni slávu i dávných dobách. Tehdy se využíval hlavně jako ochránce stád, hlavně pak ovcí. Na italské území se prý dostali s finskými cestovateli, toto území známe jako kraj Bergamo, z něhož pramení i název plemene. Jeho první oficiální standard byl uznán roku 1898 a ve stejném roce byl první bergamský ovčák zapsán do plemenné knihy. Oficiální používaná zkratka v Česku je BEO. Plemeno není příliš rozšířené a mimo Itálii jej spatříte jen vzácně.

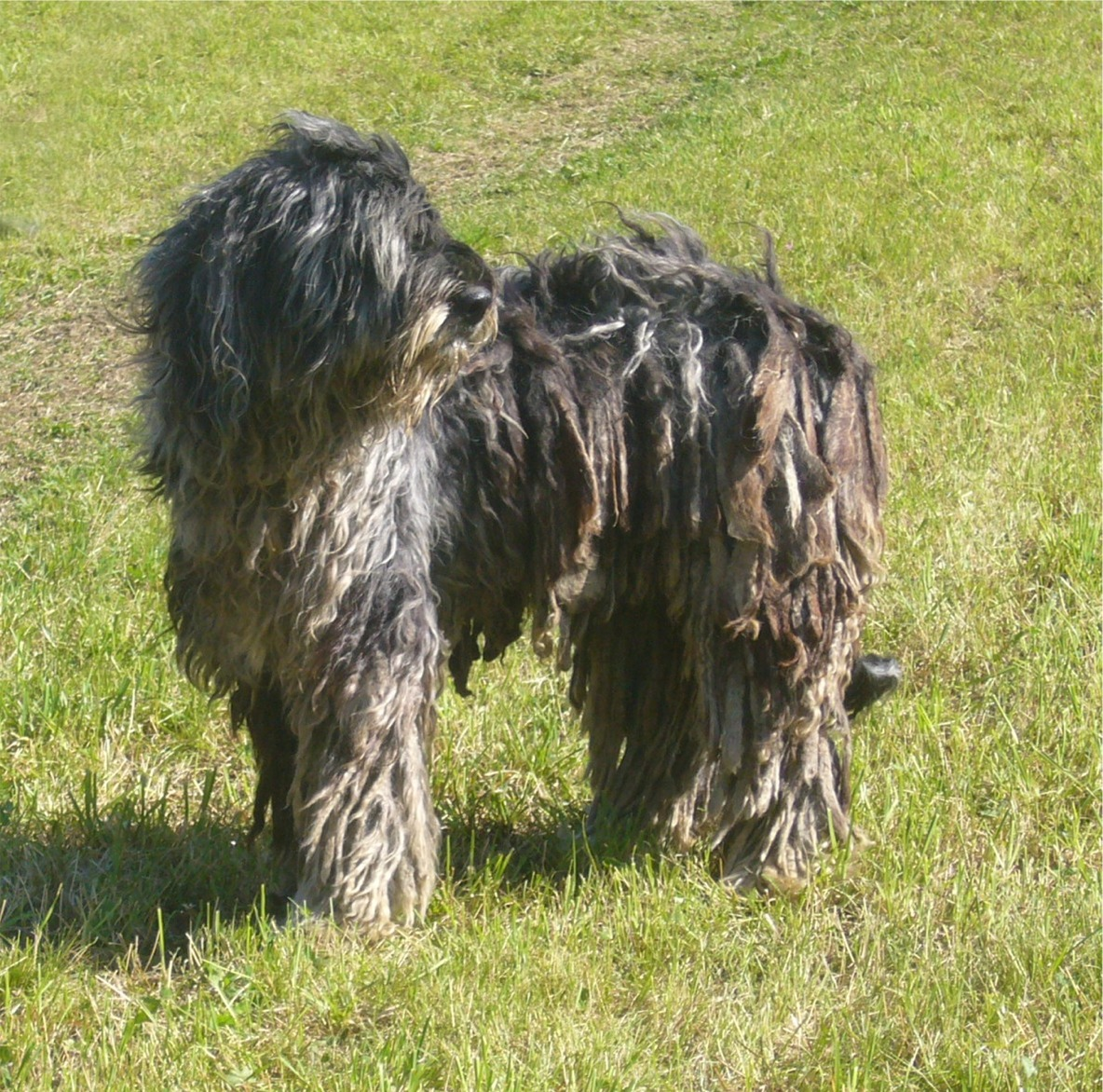

## Charakteristika
Tito inteligentní psi jsou středního vzrůstu a selského vzhledu. Charakteristická je pro ně bujná chundelatá srst. Bývají šedí, povolená je však i černá. Bílý být nesmí, povoleny jsou jen fleky maximálně na jedné pětině těla. Feny jsou vysoké do 58 cm a váží do 32 kg, psi jsou větší a těžší. V každém případě je to silný pes dobrých proporcí. Má velkou hlavu, která ale nesmí působit nemotorně, tenké uši. Barva očí by měla pasovat k srsti.

### Povaha
Povahově je bergamský ovčák přátelský, klidný, přirozeně sebevědomý a hravý. Je pracovitý, ale zároveň i tvrdohlavý a paličatý . Pokud něco nechce dělat, prostě ho k tomu nelze donutit. Je trpělivý, ale příliš se nehodí k dětem. Je to dobrý hlídač, který je schopný tvrdě bránit svoji rodinu i majetek. K cizím se chová rezervovaně, ne však agresivně, pokud k tomu není veden. S jinými zvířaty bude vycházet jen v případě, že ve štěněcím věku projde řádnou socializací. S jinými psy vychází dobře.

## Péče
Jejich výcvik není složitý, ale vyžaduje důslednost. Srst bergamského ovčáka se může kartáčovat jen do jednoho roku, výjimkou je hlava, která se kartáčuje po celý psův život. Od jednoho roku je naopak žádoucí nechat srst plstnatět, je ale nutné předcházet vzniku velkých ploten plsti jejich ručním dělením.

## Využití
Bergamský ovčák je pastýřský pes, ale jeho tradiční práce se stádem dnes ztrácí své opodstatnění. Stal se spíš domácím miláčkem. Díky rezervovanému přístupu k cizím lidem je ideálním hlídačem.

## Podobná plemena
- Puli - ovčák z Maďarska se srstí velmi podobnou bergamskému ovčákovi
- Komondor - také ovčák z Maďarska s plstnatou srstí